# Kristina Rumiántseva
Kristina Serguéyevna Rumiántseva –en ruso, Кристина Сергеевна Румянцева– (24 de mayo de 1988) es una deportista rusa que compite en judo. Ganó una medalla de bronce en el Campeonato Europeo de Judo de 2014, en la categoría de –48 kg.

## Palmarés internacional
| Campeonato Europeo | Campeonato Europeo    | Campeonato Europeo | Campeonato Europeo |
| Año                | Lugar                 | Medalla            | Categoría          |
| ------------------ | --------------------- | ------------------ | ------------------ |
| 2014               | Montpellier (Francia) | Medalla de bronce  | –48 kg             |